# BAP Antofagasta (SS-32)
Le BAP Antofagasta (pennant number : SS-32) est l’un des quatre sous-marins de Type 209-1200 commandés par la Marine péruvienne le 12 août 1976 au chantier naval Howaldtswerke-Deutsche Werft de Kiel en Allemagne. Son nom rappelle la seconde bataille d'Antofagasta, qui a eu lieu le 28 août 1879 dans le cadre de la Guerre du Pacifique (1879-1884). Après des essais en mer du Nord, il est arrivé au port péruvien de Callao en 1981.
Le sous-marin a fait l’objet d’une révision approfondie par les Services industriels de la Marine à Callao en 1996.

## Conception
Cette série de quatre sous-marins (ou classe Angamos) comprend aussi :
- BAP Angamos (SS-31)
- BAP Pisagua (SS-33)
- BAP Chipana (SS-34)

Ces sous-marins ont un déplacement de 1 180 tonnes en surface et 1 290 tonnes en immersion. Ils ont une longueur hors-tout de 56 m, un maître-bau de 6,3 m et un tirant d'eau de 5,5 m. En tant que sous-marins de type 209, ils disposent d’un système de propulsion mixte diesel-électrique, composé de quatre moteurs diesel MTU Friedrichshafen et d’un moteur électrique Siemens d’une puissance de 3 600 ch. Avec cela, ils peuvent atteindre une vitesse de 10 nœuds en surface et 22 nœuds en immersion.